# عيسى علي عباس
عيسى علي عباس (مواليد 29 يونيو 1996، لاعب كرة قدم إماراتي يجيد اللعب في الظهير الأيمن مع نادي العروبة في دوري الخليج العربي الإماراتي.
مثل نادي الشباب في الفئات السنية و تدرج معهم حتى عام 2017 و بعدها وقع مع نادي الإمارات عام 2017 و انتقل إلى نادي بني ياس في عام 2019 و انتقل إلى نادي العروبة في عام 2024.